# العلاقات الأوغندية الغرينادية
العلاقات الأوغندية الغرينادية هي العلاقات الثنائية التي تجمع بين أوغندا وغرينادا.

## مقارنة بين البلدين
هذه مقارنة عامة ومرجعية للدولتين:
| وجه المقارنة                                              | أوغندا                        | غرينادا                                |
| --------------------------------------------------------- | ----------------------------- | -------------------------------------- |
| المساحة (كم2)                                             | 241.04 ألف                    | 348                                    |
| عدد السكان (نسمة)                                         | 42.86 مليون                   | 107.83 ألف                             |
| الكثافة السكانية (ن./كم²)                                 | 177.81                        | 30.99 ألف                              |
| العاصمة                                                   | كامبالا                       | سانت جورجز                             |
| اللغة الرسمية                                             | لغة إنجليزية، اللغة السواحلية | لغة إنجليزية، إنكليزية غرنادة المولدة ‏ |
| العملة                                                    | شيلينغ أوغندي                 | دولار شرق الكاريبي                     |
| الناتج المحلي الإجمالي (بليون دولار)                      | 25.89 مليار                   | 1.12 مليار                             |
| الناتج المحلي الإجمالي (تعادل القوة الشرائية) بليون دولار | 72.25 مليار                   | 1.45 مليار                             |
| الناتج المحلي الإجمالي الاسمي للفرد دولار أمريكي          | 705                           | 9.21 ألف                               |
| الناتج المحلي الإجمالي للفرد دولار أمريكي                 | 1.77 ألف                      | 12.43 ألف                              |
| مؤشر التنمية البشرية                                      | 0.483                         | 0.750                                  |
| رمز المكالمات الدولي                                      | +256                          | +1473                                  |
| رمز الإنترنت                                              | .ug                           | .gd                                    |
| المنطقة الزمنية                                           | ت ع م+03:00                   | 00                                     |

## منظمات دولية مشتركة
يشترك البلدان في عضوية مجموعة من المنظمات الدولية، منها:
| علم المنظمة | اسم المنظمة                                 | تاريخ انضمام أوغندا | تاريخ انضمام غرينادا |
| ----------- | ------------------------------------------- | ------------------- | -------------------- |
|             | الاتحاد البريدي العالمي                     | ?                   | ?                    |
|             | يونسكو                                      | 9 نوفمبر 1962       | 17 فبراير 1975       |
|             | البنك الدولي للإنشاء والتعمير               | 27 سبتمبر 1963      | 27 أغسطس 1975        |
|             | منظمة التجارة العالمية                      | ?                   | ?                    |
|             | وكالة ضمان الاستثمار متعدد الأطراف          | 10 يونيو 1992       | 12 أبريل 1988        |
|             | دول الكومنولث                               | ?                   | ?                    |
|             | الاتحاد الدولي للاتصالات                    | 8 مارس 1963         | 17 نوفمبر 1981       |
|             | منظمة الشرطة الجنائية الدولية               | ?                   | ?                    |
|             | مؤسسة التمويل الدولية                       | 27 سبتمبر 1963      | 28 أغسطس 1975        |
|             | الأمم المتحدة                               | 25 أكتوبر 1962      | 17 سبتمبر 1974       |
|             | مجموعة دول أفريقيا والكاريبي والمحيط الهادئ | ?                   | ?                    |
|             | مؤسسة التنمية الدولية                       | 27 سبتمبر 1963      | 28 أغسطس 1975        |
|             | منظمة حظر الأسلحة الكيميائية                | ?                   | ?                    |
|             | المركز الدولي لتسوية المنازعات الاستشارية   | 14 أكتوبر 1966      | 23 يونيو 1991        |

## وصلات خارجية
- موقع وزارة الخارجية الأوغندية